# La trampa (película de 2024)
La trampa (título original en inglés: Trap) es una película estadounidense de suspense y terror psicológico de 2024 escrita dirigida y producida por M. Night Shyamalan y protagonizada por Josh Hartnett, Ariel Donoghue, Hayley Mills, Alison Pill y Saleka. Su trama sigue a un asesino en serie que evade un bloqueo policial mientras asiste a un concierto con su hija.
La película se estrenó en la ciudad de Nueva York el 24 de julio de 2024 y Warner Bros. Pictures la estrenó en los Estados Unidos el 2 de agosto de 2024.

## Argumento
El bombero de Filadelfia, Cooper Adams, lleva a su hija, Riley, al concierto de la estrella del pop Lady Raven como recompensa por sus buenas notas. Allí, Cooper nota la presencia policial inusualmente alta alrededor del lugar del concierto. Se entera por un vendedor llamado Jamie que el FBI planea atrapar a un asesino en serie conocido como "el Carnicero", después de enterarse de que estará presente. Se revela después que Cooper es el propio Carnicero, porque se lo ve revisando en secreto unas imágenes en su teléfono de su última víctima cautiva, Spencer, en un sótano. Roba la tarjeta de identificación de Jamie y descubre la frase de contraseña que lo identificará como empleado, usando la tarjeta para acceder a una habitación trasera y robar una radio de la policía.
Al escuchar a una mujer predecir sus movimientos por la radio, Cooper provoca una explosión en la cocina de un puesto de comida y usa el caos para acceder al techo, donde se entera por un oficial de policía que la búsqueda está dirigida por la Dra. Josephine Grant, una perfiladora del FBI. Confundida por el comportamiento de Cooper, Riley le pide que se quede con ella. Ella habla sobre ser elegida como la "Dreamer Girl" de Lady Raven, que puede bailar en el escenario con la cantante y recibir acceso detrás del escenario, por lo que Cooper cree que es la única salida que no está cubierta por la policía. Cooper le miente al tío de Lady Raven que Riley se recuperó recientemente de la leucemia, lo que la hizo poder ser seleccionada para ser la "Dreamer Girl".
Sin embargo, después de que termina el concierto, Cooper se entera de que la policía también está vigilando la salida del backstage. En privado se revela como el Carnicero a Lady Raven, amenazando con matar a distancia a Spencer si ella no lo acompaña a él y a Riley en su limusina. Ella cumple, pero le pide ir a la casa de Riley, donde gana tiempo explicando la operación del FBI a la familia, inquietando a Cooper al describir el perfil de Grant de él como alguien con problemas maternales y trastorno obsesivo-compulsivo. También explica que la policía descubrió detalles sobre la asistencia del Carnicero al concierto a través de un recibo de entrada roto dejado en una casa vacía que fue denunciado de forma anónima.
Lady Raven le roba el teléfono a Cooper y se encierra en el baño. Consigue detalles de Spencer sobre dónde lo llevaron y los transmite en vivo a sus fanáticos, uno de los cuales lo encuentra y lo rescata. Ella le revela a Cooper a su esposa, Rachel, y él encierra a su familia arriba mientras Lady Raven le envía un mensaje de texto a su chofer para que se comunique con la policía. Cooper intenta irse con Lady Raven, pero la familia de Cooper escapa y lo distrae el tiempo suficiente para que ella huya en su limusina. La policía llega y Cooper huye de la casa a través de un túnel secreto antes de disfrazarse con un uniforme SWAT y conducir la limusina con Lady Raven. Después de que él revela su identidad, ella desbloquea la ventana y atrae a una multitud de fanáticos para detenerlo para que el FBI pueda alcanzarlo, pero Cooper se cambia a un nuevo conjunto de ropa civil y se escapa.
Cooper regresa a casa y se enfrenta a Rachel. Rachel confiesa que había sospechado que él era el Carnicero y dejó el recibo en la casa vacía para que lo encontrara la policía. Cooper decide matarla y luego matarse a sí mismo, pero Rachel lo convence de compartir un poco de pastel sobrante hecho para su hija. Después de que Cooper admite su odio por Rachel por hacer que no vea crecer a sus hijos, se da cuenta de que Rachel drogó el pastel con pastillas de su bolsa de herramientas, lo que lo lleva a alucinar a su madre expresando orgullo en él por sentir una emoción real. 
La alucinación es en realidad Grant, haciéndose pasar por la madre de Cooper para calmarlo, y los oficiales del SWAT lo electrocutan mientras se acerca a ella. Mientras se lo llevan, se detiene para ajustar la bicicleta de Riley y comparte un abrazo lloroso con ella antes de ser cargado en una camioneta de la policía. Mientras se aleja, Cooper desencadena sus esposas con un radio de bicicleta que tomó en secreto, riéndose para sí mismo. En una escena a mitad de los créditos, Jamie se entera de la identidad de Cooper mientras ve las noticias.

## Reparto

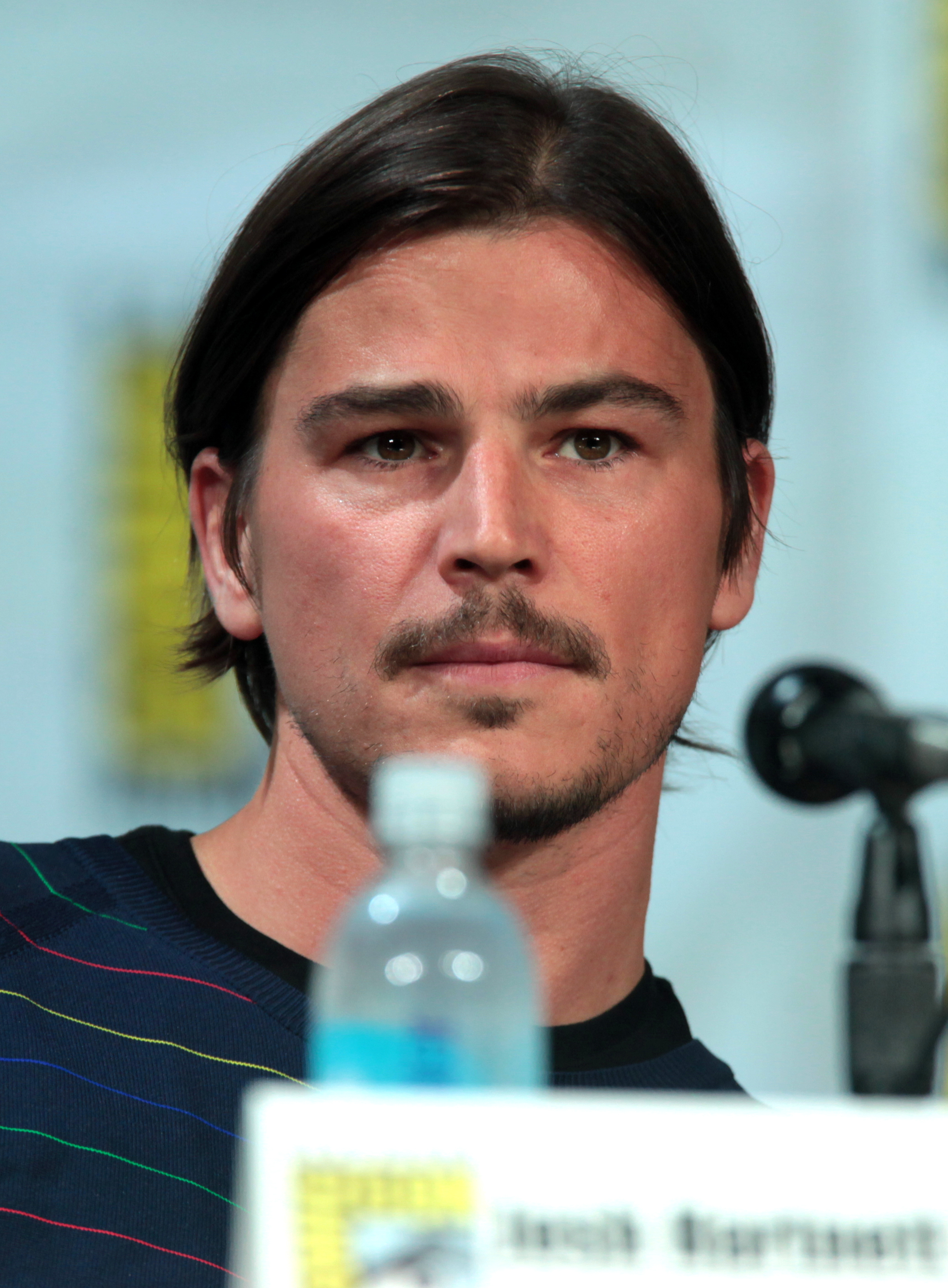
Josh Hartnett interpreta a Cooper, un asesino en serie.

- Josh Hartnett como Cooper Abbott, un bombero que en secreto es un asesino en serie llamado "el Carnicero".
- Ariel Donoghue como Riley Abbott, la hija de Cooper y fan de Lady Raven.
- Hayley Mills como Dra. Josephine Grant, una perfiladora del FBI.
- Alison Pill como Rachel Abbott, la esposa de Cooper y madre de Riley y Logan.
- Saleka como Lady Raven, una famosa cantante.
- Jonathan Langdon como Jamie, un vendedor de playeras en el concierto.
- Mark Bacolcol como Spencer Gordon, un prisionero del Carnicero.
- Marnie McPhail como la madre de Jody
- Lochland Miller como Logan Abbott, el hijo menor de Cooper y Rachel.
- Kid Cudi como el Pensador.
- Russ como Parker Wayne
- Vanessa Smythe como la Tour Manager
- M. Night Shyamalan como el tío de Lady Raven

## Producción

### Desarrollo

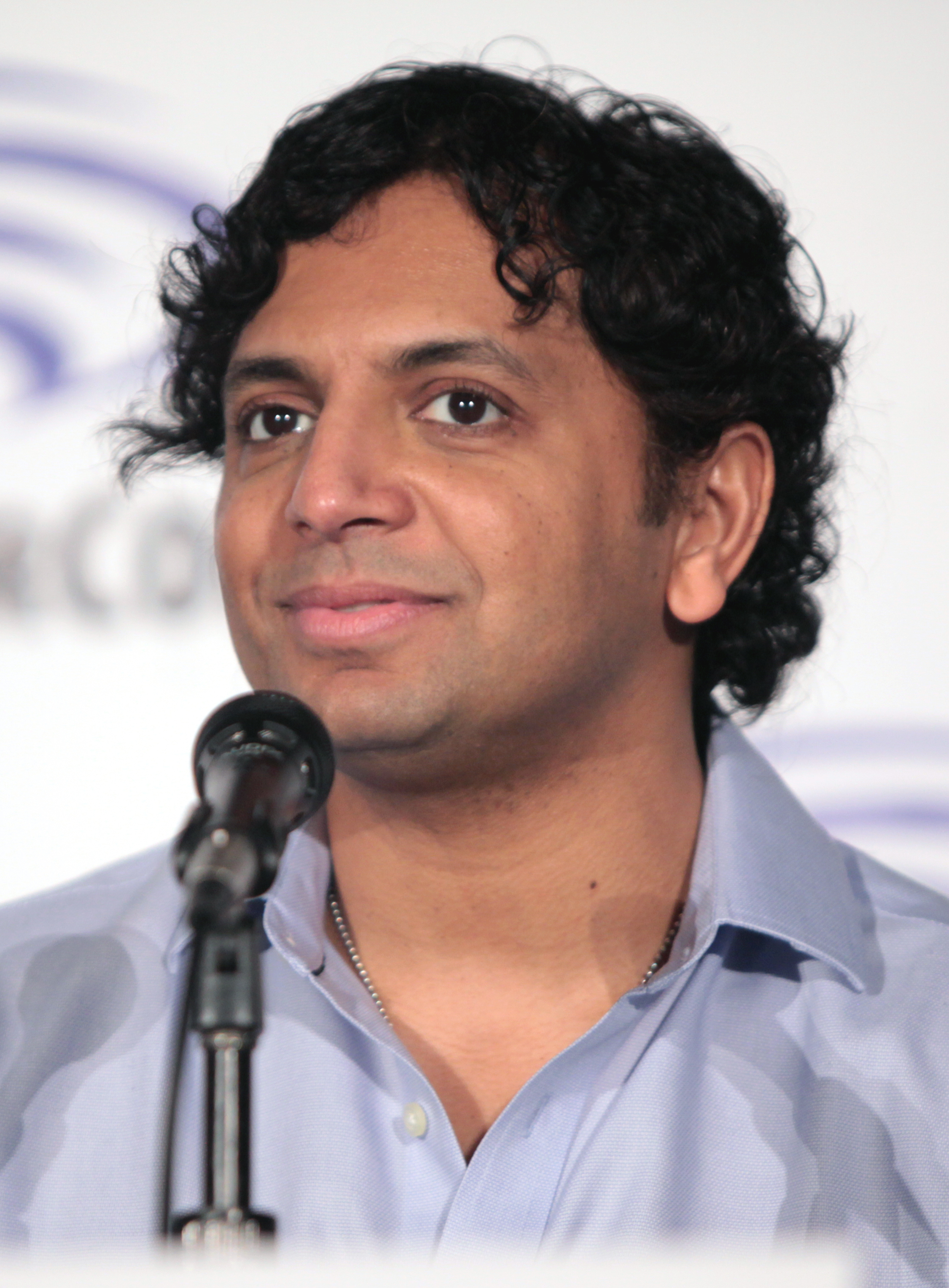
El escritor y director M. Night Shyamalan (n. 1970).

En octubre de 2022, Universal Pictures anunció una película aún sin título del cineasta M. Night Shyamalan.
En febrero de 2023, la película cambió de distribuidor cuando Shyamalan y su productora Blinding Edge Pictures firmaron un acuerdo de primera vista con el estudio competidor Warner Bros. Pictures; se reveló que su título era Trap.
La película surgió de conversaciones que Shyamalan tuvo con su hija, la cantautora Saleka Shyamalan (n. 1996), sobre combinar el concierto y la experiencia teatral e idear un álbum para una narrativa, similar a cómo el músico y estrella de rock y pop Prince (1958-2016) escribió el álbum titular de la película musical de 1984 Purple Rain.
Shyamalan inicialmente planeó dejar que otro cineasta escribiera el guion y dirigiera la película a partir de su idea original de un thriller ambientado en un concierto, antes de cambiar de opinión al darse cuenta de que podía hacer la película con Saleka.
La premisa se inspiró en parte en Operation Flagship, una operación encubierta en la que agentes de la ley disfrazados arrestaron a 101 fugitivos buscados en un centro de convenciones, habiéndolos invitado con el pretexto de regalarles entradas gratis para la National Football League (NFL) y la oportunidad de ganar un torneo con todos los gastos pagados para viajar al Super Bowl XX.
Shyamalan presentó Trap como escenario de El silencio de los inocentes (1991) en un concierto de Taylor Swift, en referencia a su Eras Tour, y escribió el guion en cinco meses y medio, un récord personal para él.
Produjo la película con Marc Bienstock y Ashwin Rajan.
Saleka interpreta a la cantante Lady Raven, a cuyo concierto asisten los personajes. Mientras su padre escribía el guion, ella compuso catorce canciones para la película, diseñadas diegéticamente para que coincidieran con la acción en pantalla.
Saleka colaboró anteriormente con su padre haciendo un sencillo para la película Old (2021) y un EP para la serie Servant.
Shyamalan se inspiró para incorporar elementos musicales de Purple Rain y de su visita a Saleka durante la gira.
Saleka también destacó como influencia el cine de Bollywood, en el que la música a menudo juega un papel clave en la narración. Ella describió Trap como «una versión estadounidense de Shyamalan de una película de Bollywood pero que tiene fundamento y las canciones tienen sentido. No es necesariamente un musical, pero sí está completamente centrado en la música».
Mientras se preparaba para el papel de Cooper, para hacer suyo el personaje, Josh Hartnett no miró ningún medio sino que leyó libros sobre la psicopatía y los asesinos en serie.
Shyamalan escribió el personaje investigador de Hayley Mills como una «figura materna» para contrastar la falta de empatía de Cooper.
Ariel Donoghue, quien interpreta a Riley, la hija de Cooper, asistió a la escuela entre filmaciones.

### Rodaje

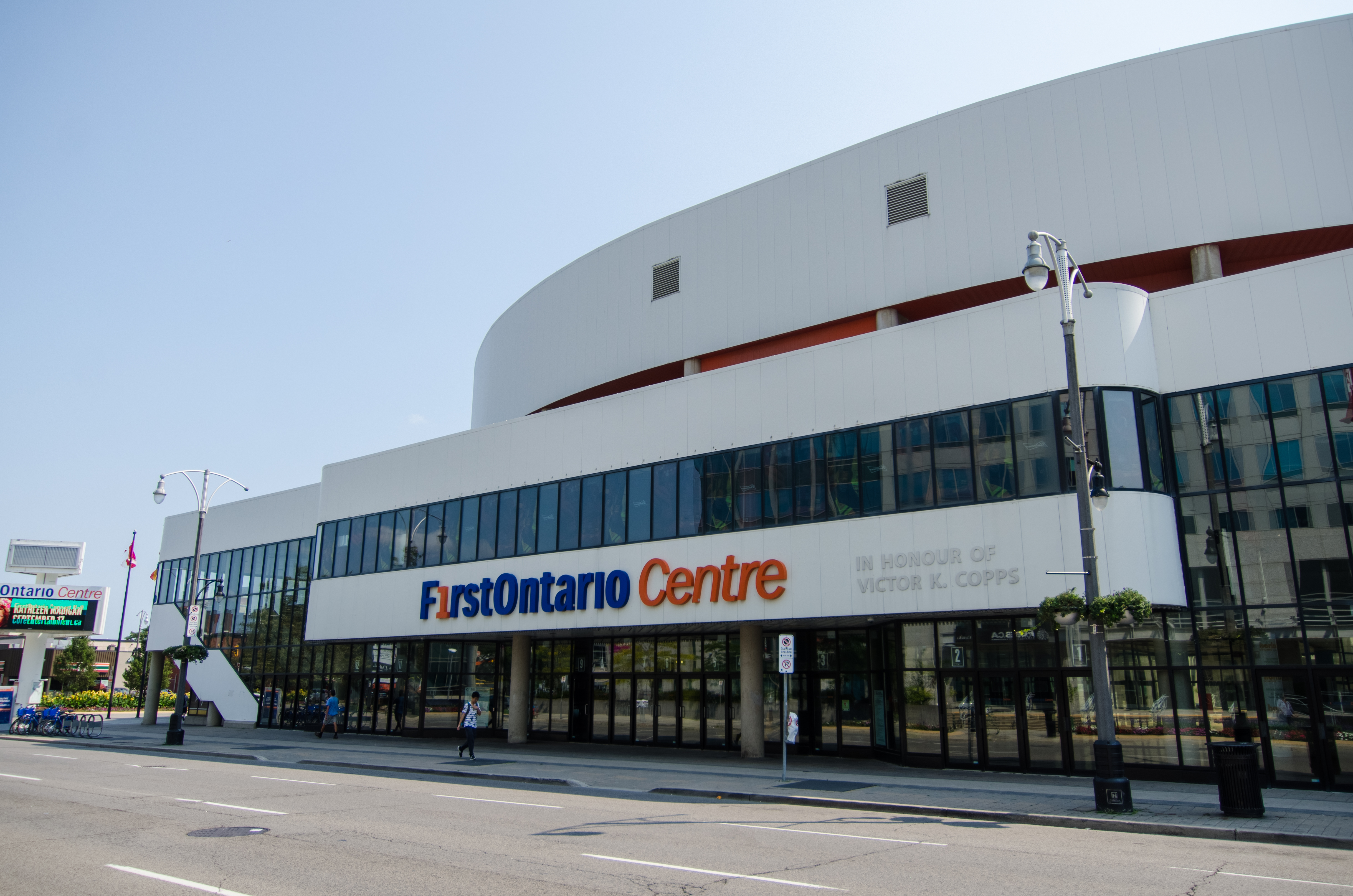
La película se rodó en el FirstOntario Centre.

Al igual que con sus otros proyectos, Shyamalan y un artista de guion gráfico crearon el guion gráfico de la película y realizaron extensos ensayos con los actores.
Shyamalan originalmente tenía la intención de encuadrar la película en una relación de aspecto de 4:3, pero después de una discusión con el director de fotografía Sayombhu Mukdeeprom, acordaron que limitaba su capacidad para filmar la película y que era «demasiado trabajo» para crear una sensación de claustrofobia. Lo cambiaron a una relación de aspecto de 1,85:1 y se volvió a crear el guion gráfico de la película.
La fotografía principal (el rodaje) se había programado para comenzar  en agosto de 2023 en la ciudad de Cincinnati (estado de Ohio), donde habría recibido más de 9 millones de dólares en créditos fiscales del estado para filmar allí.
La producción se trasladó a la ciudad canadiense de Toronto (provincia de Ontario), y se le concedió un acuerdo provisional el 18 de septiembre de 2023 para filmar durante la huelga SAG-AFTRA de 2023.
Bajo el título provisional Good grades, el rodaje se produjo del 16 de octubre al 8 de diciembre de 2023.
La sala de conciertos pop de la película, conocida como Tanaka Arena, se filmó en la ciudad canadiense de Hamilton (Ontario), dentro del FirstOntario Centre, un estadio con capacidad para 20 000 asientos al que la producción obtuvo acceso durante dos o tres meses porque estaba en renovación.
El Rogers Centre de Toronto sirvió como exterior del lugar.
Las canciones de la película se interpretaron en el escenario como si se tratara de un concierto real, los extras recibieron la música de antemano para poder cantar y un camarógrafo grabó el material en el escenario y lo proyectó en las pantallas del estadio en tiempo real.
Cora Kozaris fue la coreógrafa. El orden de filmación consistió en reacciones del público, con música, seguido de Saleka bailando e imitando en el escenario, y luego, después de que los extras se callaron, actores con diálogo, con una pista de fondo para ayudar a los actores a mantener el ritmo. Hartnett y Donoghue gritaron partes de su diálogo para que coincidieran con los niveles de ruido previstos para un concierto.
Trap se rodó en película de 35 mm, una rareza para Shyamalan debido a motivos económicos. Como resultado, el equipo tuvo que esperar tres días para que los diarios fueran procesados y regresados de un laboratorio cinematográfico en Los Ángeles para revisar sus imágenes.

### Posproducción
Trap se estrenó el mismo año que The Watchers, el debut como directora de la hermana de Saleka, Ishana Night Shyamalan; Un cartel de The Watchers aparece al fondo de una escena de Trap. Saleka e Ishana Shyamalan trabajaron en sus respectivas películas en la propiedad de su familia en Pensilvania, con Saleka operando un estudio de grabación mientras Ishana mezclaba su película en la casa de al lado.
El álbum de la banda sonora, Lady Raven, presenta a Kid Cudi (quien protagoniza la película), Russ y Amaarae, y fue lanzado por Columbia Records.
Herdís Stefánsdóttir compuso la partitura independientemente de Saleka.
La edición y mezcla se completaron el 22 de junio de 2024.

## Estreno
Trap se estrenó en los Estados Unidos por Warner Bros. Pictures el 2 de agosto de 2024. Es la segunda película de Shyamalan distribuida por el estudio después de Lady in the Water (2006), y marca la salida del cineasta de Universal Pictures, que distribuyó cinco películas suyas consecutivas, comenzando con The Visit en 2015.
Universal programó inicialmente el estreno de la película para el 5 de abril de 2024. En 2023, Warner Bros. adquirió y retrasó la película hasta el 2 de agosto de 2024.
En 2024, lo pospusieron hasta el 9 de agosto
y luego lo adelantaron una semana nuevamente hasta el 2 de agosto.
La película se estrenó en Alice Tully Hall en la ciudad de Nueva York el 24 de julio de 2024.
No recibió críticas antes de su estreno en cines.

## Recepción

### Taquilla
Al 14 de octubre de 2024, Trap recaudó $42,7 millones en los Estados Unidos y Canadá, y $40,9 millones en otros territorios, para un total mundial de $83,6 millones.
En Estados Unidos y Canadá, se proyectó que Trap recaudaría entre 15 y 25 millones de dólares en 3181 salas en su primer fin de semana. La película recaudó 6,6 millones de dólares en su primer día, incluyendo un estimado de 2,2 millones de dólares en los preestrenos del jueves por la noche. Debutó con 15,5 millones de dólares, quedando tercera en la taquilla detrás de las remanentes Deadpool & Wolverine y Twisters. La película ganó 6,7 millones de dólares en su segundo fin de semana, pasando al sexto lugar, y 3,4 millones de dólares en su tercero, cayendo al octavo. Dejó el top ten de taquilla en su cuarto fin de semana con 1,7 millones de dólares.

### Recepción de la crítica
Según el sitio web de agregación de reseñas Rotten Tomatoes, los críticos pensaron que la película era "otro trabajo divisivo" de Shyamalan, "pero su humor negro, atmósfera tensa y una fuerte actuación central pueden ser suficientes para los fanáticos de su trabajo". En el sitio web, el 57% de las 224 reseñas de los críticos son positivas, con una calificación promedio de 5.60/10. El consenso del sitio web dice: "Un thriller de arco que recibe cierta base gracias a la actuación comprometida de Josh Hartnett, Trap de Shyamalan atrapará a aquellos que aprecian su estilo irónico, mientras que el resto estará ansioso por escabullirse de él".   Metacritic, que utiliza un promedio ponderado, le asignó a la película una puntuación de 52 sobre 100, basada en 46 críticos, lo que indica críticas "mixtas o promedio". Los espectadores encuestados por CinemaScore le dieron a la película una calificación promedio de "C+" en una escala de A+ a F, mientras que los encuestados por PostTrak le dieron una puntuación positiva general del 66%, con una calificación promedio de 2,5 de 5 estrellas.
Benjamin Lee de The Guardian le dio a la película 2/5 estrellas, escribiendo, " La trampa es un thriller que erróneamente piensa que es diabólicamente inteligente. Tal vez si fuera más consciente de lo estúpido que es en realidad, podría haber sido mucho más divertido". Peter Travers de ABC News escribió, "Hartnett hace milagros al hacer de Cooper un carnicero en serie y un devoto hombre de familia viviendo en el mismo cuerpo. Le crees, que es un truco que Shyamalan de otra manera no logra a medida que este fracaso se construye hasta un clímax que pide una secuela que sube la apuesta en lo desvergonzado". Richard Lawson de Vanity Fair dijo que Shyamalan "ha construido una base sólida, como suele hacer: una configuración inteligente, un actor principal atractivo y un entorno cultural interesante (y bastante relevante). Pero bastante rápido, el elegante diseño de Trap se descascara, y vemos la ingeniería de mala calidad que ha estado escondiendo". 
Jesse Hassenger de The AV Club le dio a la película una calificación de B+, escribiendo que "puede ser más pura y entretenida que cualquier otra cosa en la última década de éxitos pop autodenominados de [Shyamalan]. Pero también sugiere que hay notas discordantes que él no puede, y probablemente no debería, sacarse de la cabeza". Ryan Lattanzio de IndieWire le dio una calificación de B, llamándola "demasiado verosímil como para ser realmente aterradora, pero la actuación bien calibrada de Hartnett como un padre psicópata, del tipo que pone nerviosas a las madres de la PTA, es demasiado peligrosamente carismática como para ignorarla".